# 朝来インターチェンジ
朝来インターチェンジ（あさごインターチェンジ）は、兵庫県朝来市にある播但連絡道路のインターチェンジ。
兵庫県北西部方面へは、朝来ICから兵庫県道70号十二所澤線、琴引トンネルを経由することで、朝来市中心部の渋滞を避けることができる。

## 接続する道路
- 直接接続
  - 国道429号
  - 兵庫県道70号十二所澤線
- 間接接続
  - 国道312号

## 周辺
- 八代の大ケヤキ
- あさご芸術の森
  - あさご芸術の森美術館
- 多々良木ダム
- さのう高原
- 神子畑鋳鉄橋
- ムーセ旧居
  - ムーセハウス写真館
  - ムーセ旧居資料館

## 隣
E95 播但連絡道路
(15) 生野北第二ランプ - 朝来SA - (16) 朝来IC - 和田山TB - 和田山PA（南行き） - (17) 和田山JCT/IC